# Tata Indica
Tata Indica — легковий автомобіль з кузовом типу хетчбек, що випускається індійською автомобілебудівною компанією Tata Motors. 
З 2004 року експортується до Європи, Африки і деяких інших країн. Цей автомобіль став першим пасажирським автомобілем від Tata Motors і одночасно першим повністю розробленим в Індії пасажирським автомобілем. Успіх Tata Indica привів до «пожвавлення» альянсу Tata Group. 
Британська версія імпортувалася MG Rover Group і продавалася як Rover CityRover.

## Indica V1 і V2 (1998 — 2018) (Перше покоління)

### Двигуни
- 1.2-L I4
- 1.4-L I4
- 1.4-L I4 diesel
- 1.9-L F9Q I4 diesel

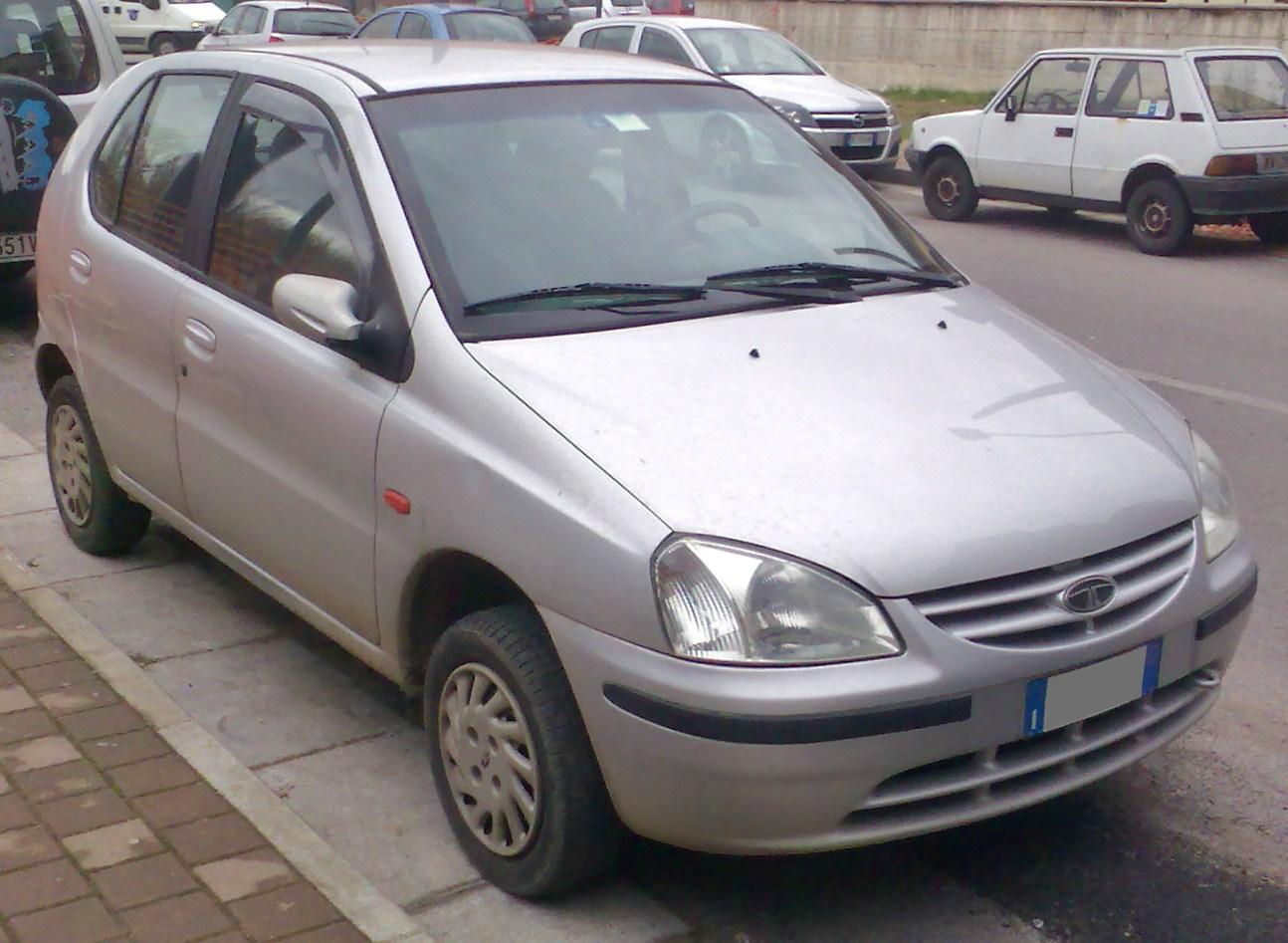
Tata Indica V1 (1998—2006)
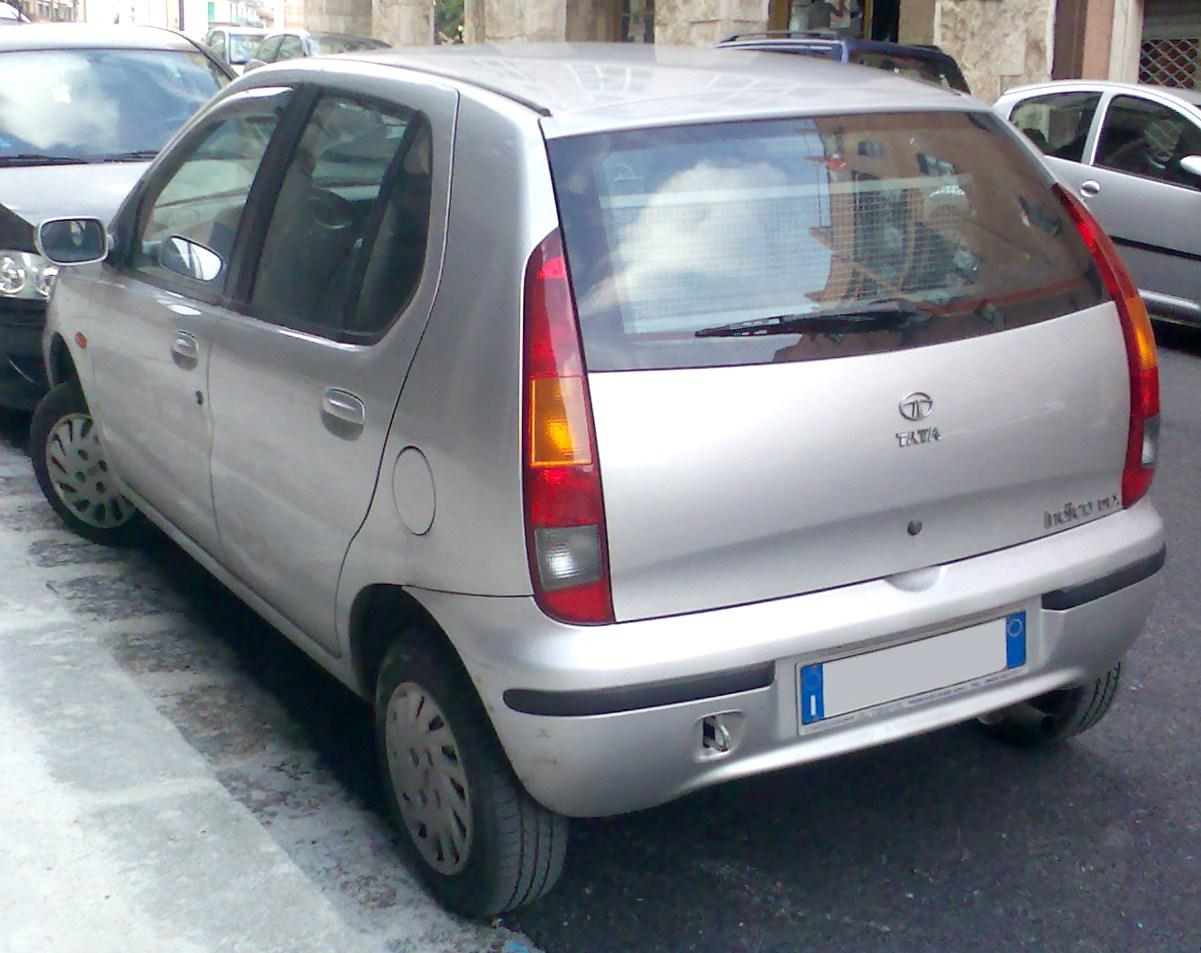
Tata Indica V1 (1998—2006)
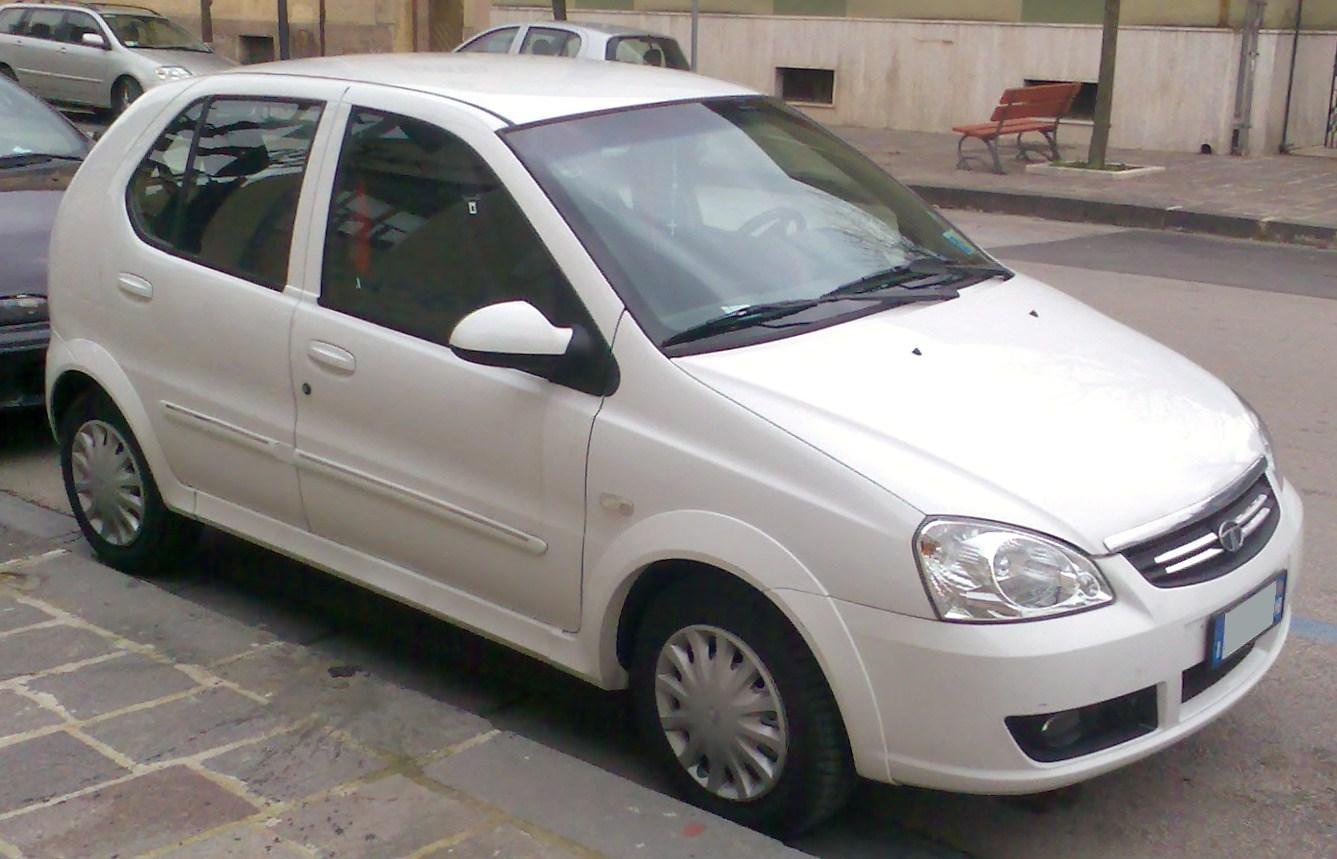
Tata Indica V2 (2006— )
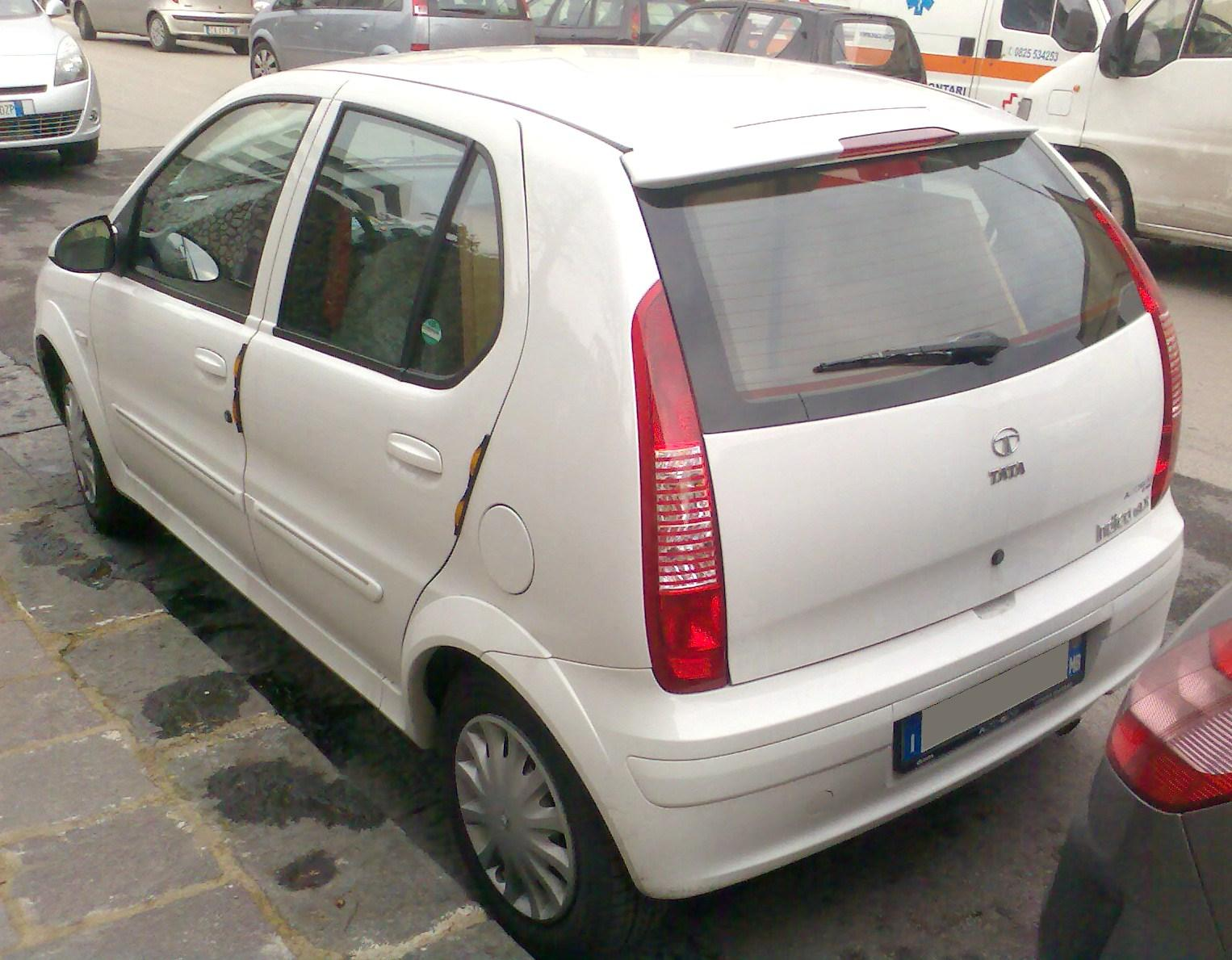
Tata Indica V2 (2006— )
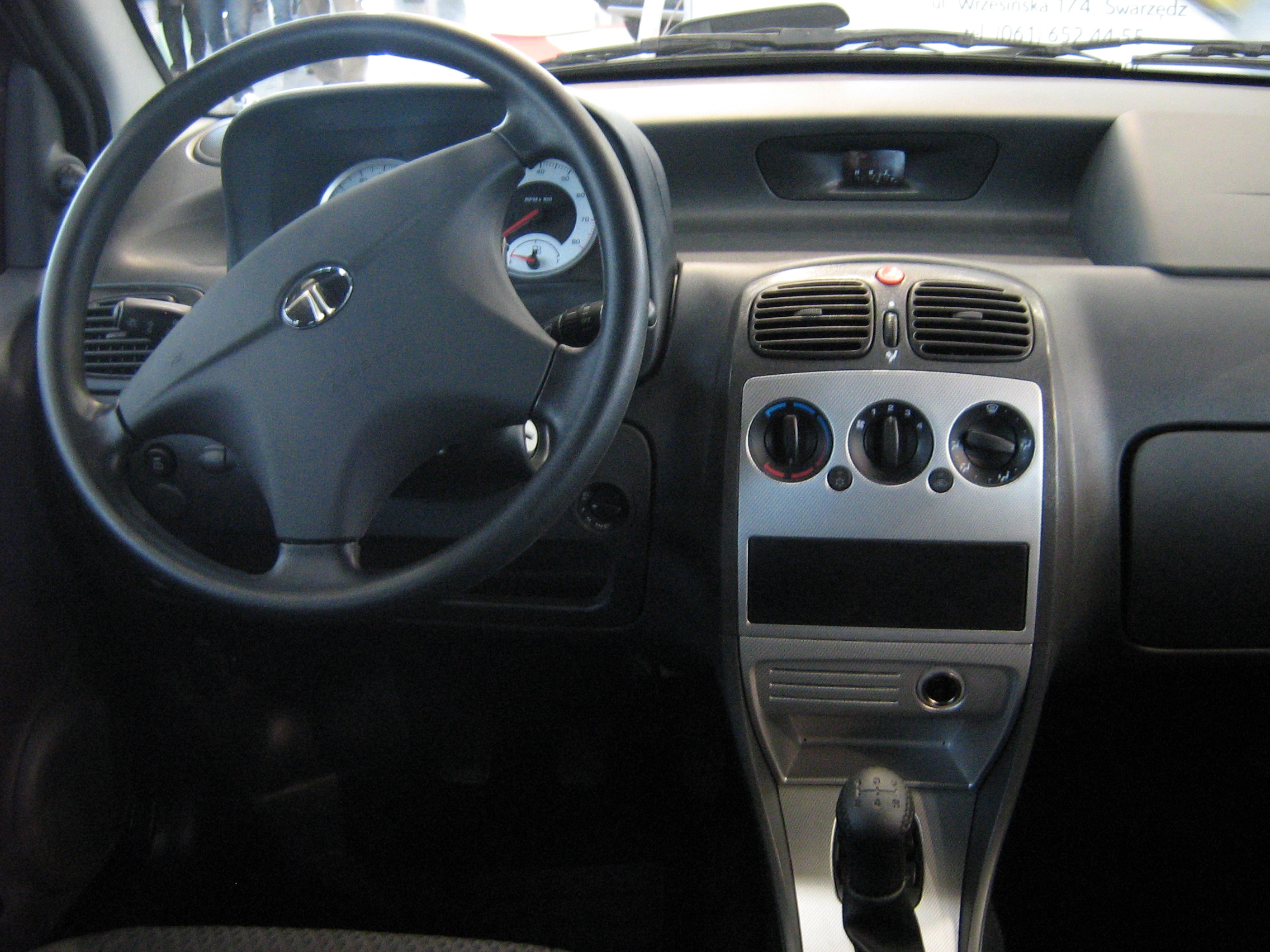
Інтер'єр
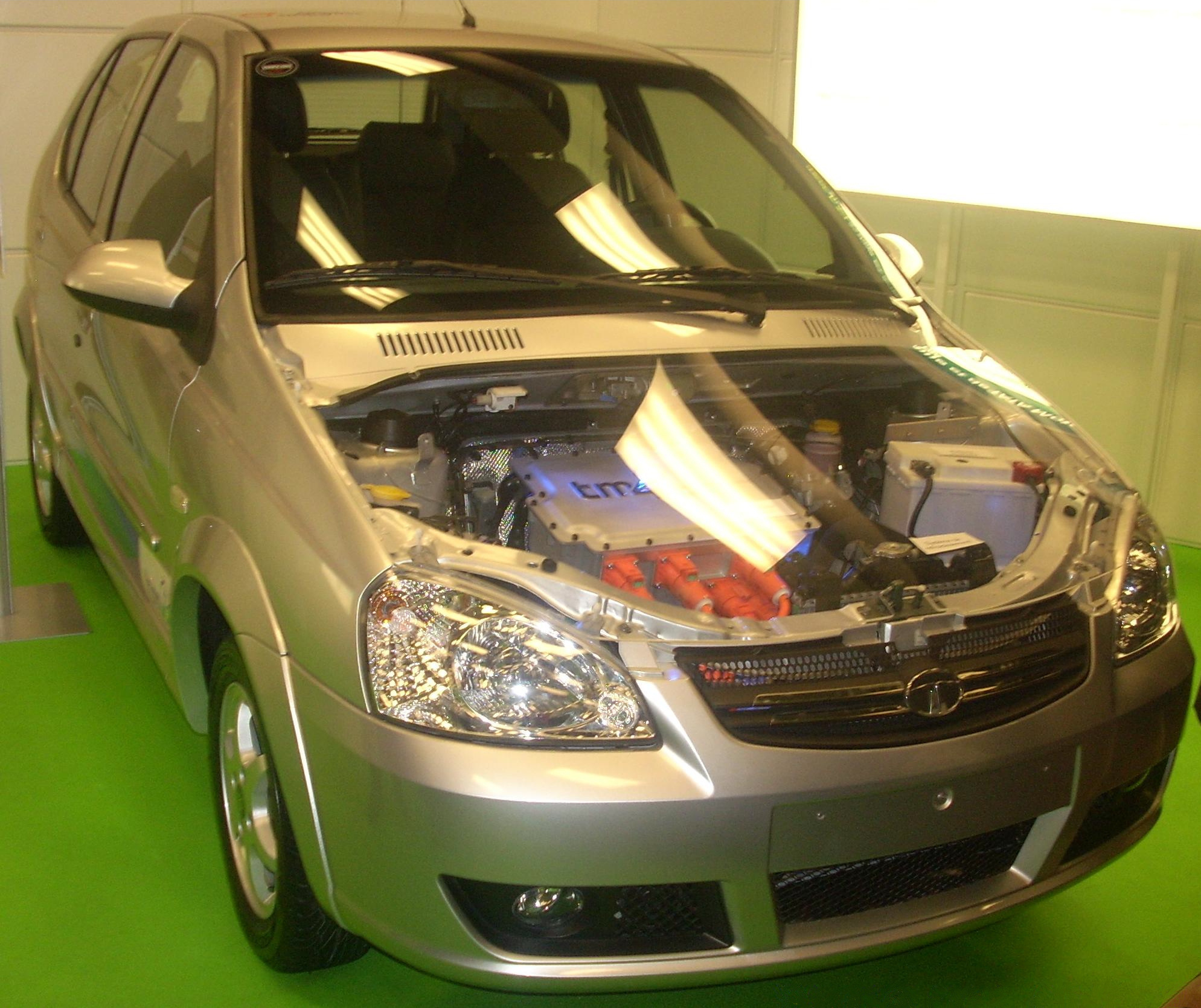
Indica EV

## Indica Vista/V3 (2008 — 2015) (Друге покоління)

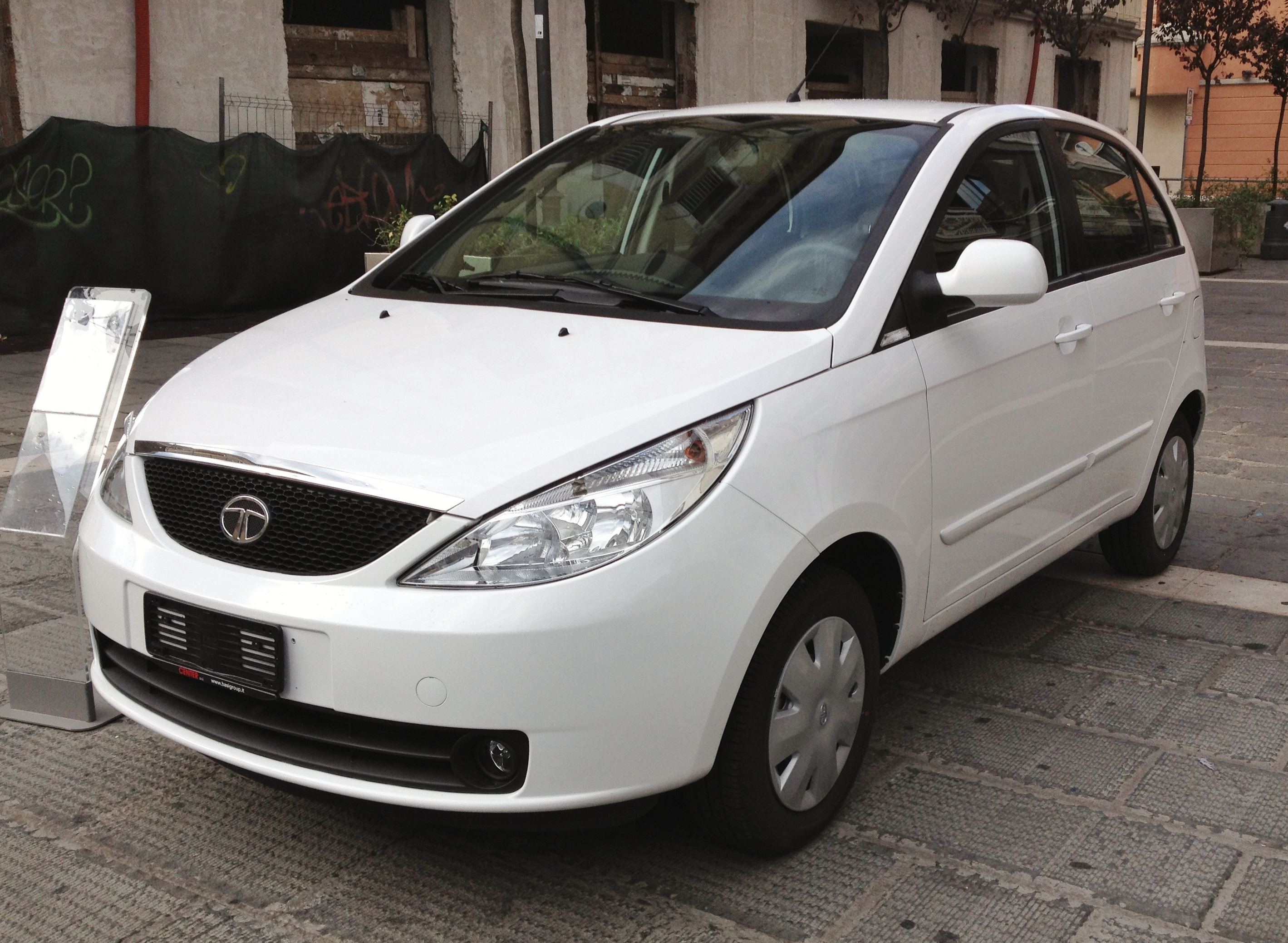
Tata Indica Vista

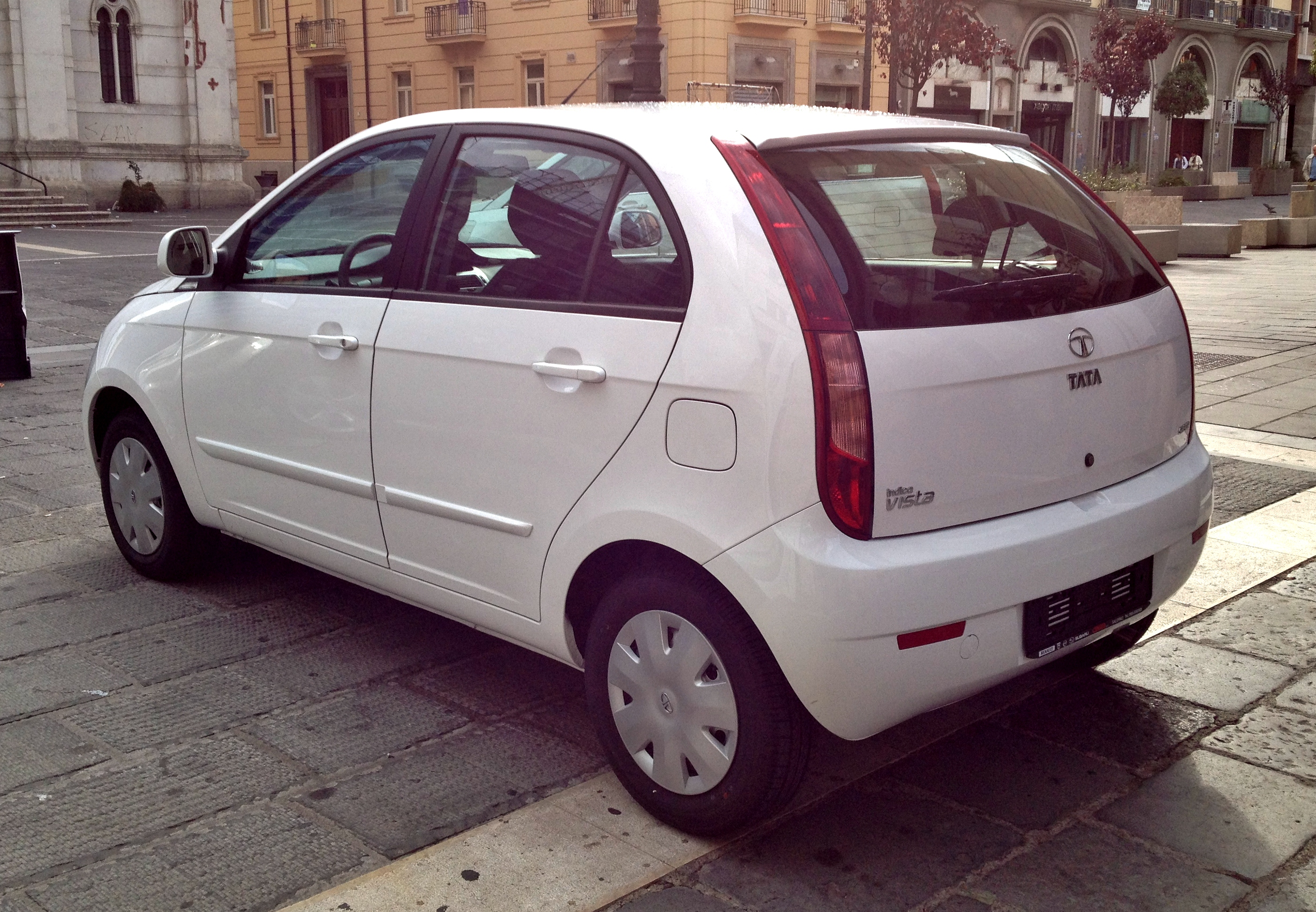
Tata Indica Vista

### Двигуни
- 1.2 L Safire I4
- 1.4 L Safire I4
- 1.4 L TDI I4 diesel
- 1.3 L Multijet I4 diesel